# Amerikai masztodon
Az amerikai masztodon (Mammut americanum) az emlősök (Mammalia) osztályának ormányosok (Proboscidea) rendjébe, ezen belül a masztodonfélék (Mammutidae) családjába tartozó fosszilis faj.
Nemének a típusfaja.

## Tudnivalók

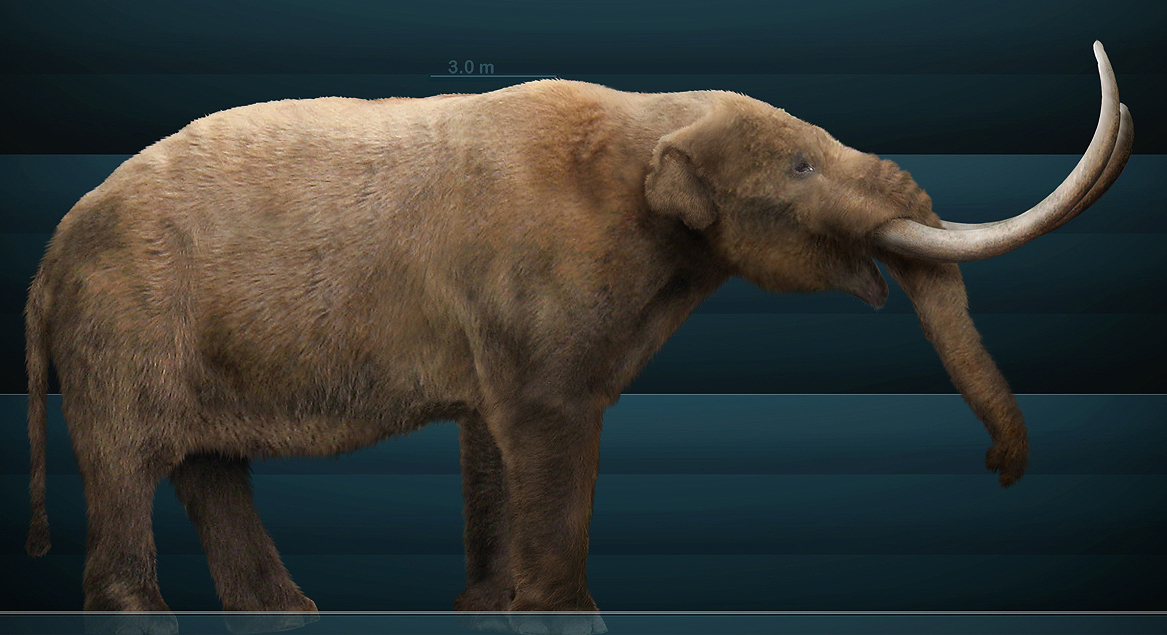
Rekonstrukciója

Ez az állatfaj valamikor a pliocén kor elején vagy közepén jelent meg és a legutóbbi jégkorszak hideg periódusának végén tűnt el, mintegy 11 000 évvel ezelőtt.
Hatalmas, elefántszerű emlős volt, de sok jegye különbözött a mai elefántokétól: külsőre inkább a gyapjas mamutra hasonlított, de annál termetre kisebb, súlyra viszont jelentősen nagyobb volt és az agyara is egyenesebb volt. A marmagassága körülbelül 2,89–3,25 méter között, a súlya pedig 7,8–11 tonna között lehetett. A faj hímjeinek átlag marmagassága 2,9 méter, súlya pedig 8 tonna lehetett. Ezzel a testfelépítéssel körülbelül 80 százalékkal nehezebb volt egy azonos marmagasságú ma élő elefánthoz képest. Testét barnás, de a gyapjas mamuténál rövidebb szőrzet borította.
A ma elefántokhoz hasonlóan valószínűleg családokban járhatott, legalábbis a tehenek és a borjak. Az észak-amerikai prériken élt, ahol fák, bokrok hajtásait és más növényeket fogyasztottak.
Maradványait szerte Észak-Amerikában, Alaszkától Hondurásig találták meg: ezek teljességüket tekintve a fogaktól a komplett csontvázakig terjednek. Washington államban 1977-ben egy különleges leletet találtak: egy masztodon teljesen ép csontvázát, amelynek egyik bordájába egy lándzsahegy volt beágyazódva. Későbbi vizsgálatok kimutatták, hogy a csont begyógyult a lándzsahegy körül, így az állat minden valószínűség szerint túlélte a vadász támadását.
A mai amerikai indiánok őseinek megérkezését még bizonyosan megérték. Ezért erős a gyanú, hogy az első indiánok túlzott vadászatának eshettek áldozatul. Mások szerint kihalásukat a pleisztocént követő gyors felmelegedés okozhatta. (Erről bővebben: pleisztocén megafauna.)